# Atypidae
Atypidae Thorell, 1870 è una famiglia di ragni appartenente all'infraordine Mygalomorphae.

## Etimologia
Il nome deriva dal greco ᾶ-, àlfa-, con valore di negazione della parola seguente, e τύπος, typos, cioè forma, immagine, tipo, ad indicarne la forma atipica a causa della sproporzione dei cheliceri e delle filiere, ed il suffisso -idae, che designa l'appartenenza ad una famiglia.

## Caratteristiche
I ragni di questa famiglia si distinguono dagli altri migalomorfi per lo sviluppo sul lato prolaterale delle coxae palpali di lobi allungati analoghi alle enditi dei ragni araneomorfi e dalle filiere mediane ampliate sul lato posteriore e arricchite obliquamente di un puntale triangolare.
Il carapace e la pars cephalica sono frontalmente molto elevati, mentre la pars thoracica è apicalmente ridotta. Il labium è fuso con lo sterno nei generi Sphodros e Atypus, mentre è libero o con una sutura trasversale ben sviluppata nel genere Calommata. I cheliceri sono di grandi dimensioni, orizzontali, genicolati e privi di rastellum. La scanalatura dei cheliceri è indistinta col margine anteriore provvisto di denti aguzzi allineati. Le zampe sono debolmente spinose, senza artigli e scopulae sui tarsi.
L'opistosoma è di forma subovale. Hanno un unico tergite sopra la base. Le filiere sono sei: quelle laterali anteriori sono strette e unisegmentate; quelle posteriori mediane sono larghe e unisegmentate, con punte triangolari oblique; infine la laterali posteriori sono allungate, in genere trisegmentate, raramente quadrisegmentate. Nelle femmine l'epigino è provvisto di una larga borsa copulatrice subovale, debolmente sclerotizzata e due piastre basali fornita di due o più ricettacoli nei ragni del genere Atypus e di una borsa di dimensioni più ridotte con due tubi a spirale su ogni lato nel genere Sphodros; se i tubi sono srotolati il ragno appartiene al genere Calommata.
Le femmine, di dimensioni fra i 7 e i 21 mm, fino a 30 mm per i Calommata, sono di colore rossastro o marrone scuro. I maschi non superano i 12 mm e a volte hanno colorazioni vivaci.

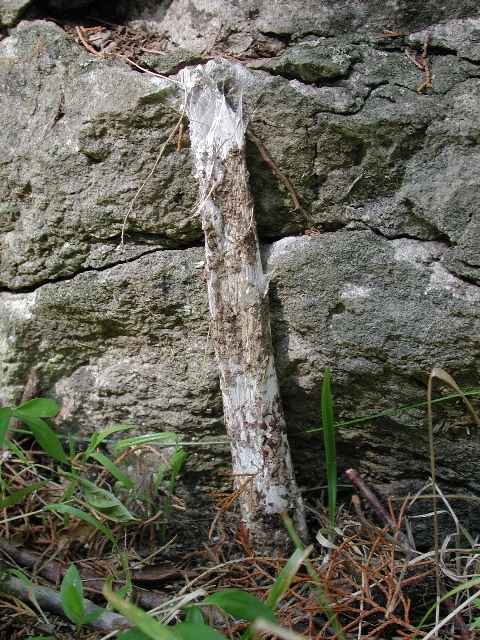
Sphodros - tubo trappola

## Comportamento
I ragni del genere Atypus vivono in un tubo setoso parallelo al terreno, per una ventina di centimetri circa seppellito e per altri 8 centimetri fuoriuscente. Il ragno resta in agguato sul fondo del tubo: quando una preda passa sulla parte esterna, le vibrazioni della tela setosa allertano il ragno che scatta e la trafigge, per poi rompere la sua stessa tela, portarsi la preda nella parte interna e cibarsene.
I ragni del genere Sphodros costruiscono una struttura analoga, ma sempre a ridosso di un albero.

## Distribuzione

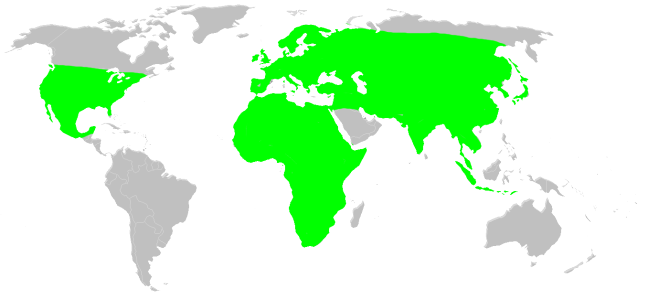
Atypidae, distribuzione

In Europa nordoccidentale sono presenti solo alcune specie del genere Atypus; in Asia e in Africa varie specie di Atypus e Calommata e in Nordamerica i generi Sphodros e Atypus.

## Tassonomia
Attualmente, a novembre 2020, si compone di 3 generi e 54 specie:
- Atypus Latreille, 1804 — dalla Gran Bretagna all'Ucraina, Asia, Nordafrica, USA
- Calommata Lucas, 1837 — Asia, Africa
- Sphodros Walckenaer, 1835 — USA, Messico

### Generi fossili
A tale famiglia, al 2013, sono anche attribuiti 3 generi fossili:
- Ambiortiphagus Eskov & Zonstein, 1990 - Cretacico[4]
- Balticatypus Wunderlich, 2011 - Paleogene[4]
- Friularachne Dalla Vecchia & Selden, 2013 - Cretacico inferiore[5]